# Federico Perez Ponsa
Federico Perez Ponsa (Buenos Aires, 22 de outubro de 1993) é um jogador de xadrez argentino.

## Carreira
Em julho de 2007, sagrou-se Campeão Pan-Americano Sub-14 em Medellín, na Colômbia, conquistando o título de Mestre Fide.
Em março de 2009, obteve sua última norma de Mestre Internacional, na ITT Sub 20 Projection, realizada no GEBA.
Em maio do mesmo ano, classificou-se pela primeira vez no Campeonato Superior Argentino (84º), disputado em La Plata, aos 15 anos. Em maio de 2011, sagrou-se Campeão Sul-Americano Sub 20 em Tarija, na Bolívia.
Pérez Ponsa tornou-se Grande Mestre em 2011, no torneio Gráfica Yael, aos 17 anos.
Em julho de 2014, no 89º Campeonato Argentino Absoluto, empatou na primeira colocação e perdeu no desempate para Rubén Felgaer.
Em dezembro, obteve o 1º lugar no San Luis International Open.
Em maio de 2015, classificou-se no Continental das Américas e participou da Copa do Mundo de Xadrez em setembro de 2015. Empatou em 1 a 1 com o GM Leinier Domínguez e foi eliminado no desempate. Em novembro, vence o II Magistral Aloas organizado no Palacio de las Aguas Corrientes.
Em agosto de 2016, ele venceu a Copa Magistral Mercosul em Villa Martelli.
Em setembro de 2017, sagrou-se Campeão Metropolitano do Club Torre Blanca.
Em outubro daquele ano, é Vice-campeão Superior Argentino, no 92º Campeonato Argentino realizado em Morón.
Em abril de 2018, conquistou a Copa Legislativa disputada na Assembleia Legislativa de Buenos Aires.
Em novembro, obteve o 1º lugar na 25ª Open Pro-AM Clarín Cup em Villa Martelli.
Na lista de 1º de fevereiro de 2019, ele entra no Top 100 da FIDE em Blitz (2646) e Rapid (2655).
Em agosto de 2019, obteve o 1º lugar na Copa Mercosul Master, no Villa Martelli.
Em maio de 2021, classificou-se no Híbrido Continental das Américas e participou pela segunda vez da Copa do Mundo de Xadrez em julho de 2021. Nela, empatou em 1 a 1 na primeira rodada contra o GM Momchil Nikolov vencendo-o nos desempates. Na segunda rodada, ele cai 1,5-0,5 para o GM Aleksandr Grischuk.
Em novembro de 2021, ele vence a 28ª Pro-AM Copa Clarín Open em Villa Martelli.
Em junho de 2022, no 96º Campeonato Argentino disputado no Club Argentino de Ajedrez, empatou na primeira colocação e sagrou-se Campeão Superior Argentino, vencendo o GM Leonardo Tristán e Ariel Sorín no desempate triangular.
Em outubro de 2022, participa dos XII Jogos Sul-Americanos Assunção 2022 e obtém 3 medalhas. Nas provas individuais, obteve a medalha de Bronze nas rápidas. Nas provas mistas, obteve medalha de Prata no blitz e medalha de Ouro nas rápidas junto com Claudia Amura.

### Olimpíadas
Representou a Argentina em quatro Olimpíadas de Xadrez.
| N° | Ed. | Año  | Sede             | Resultados | Puntos |
| -- | --- | ---- | ---------------- | ---------- | ------ |
| 1  | 41° | 2014 | Tromsø, Noruega  | +2 =3 -2   | 3/6    |
| 2  | 42° | 2016 | Baku, Azerbaijão | +4 =3 -2   | 5.5/9  |
| 3  | 43° | 2018 | Batumi, Geórgia  | +1 =3 -2   | 2.5/6  |
| 4  | 44° | 2022 | Chenai, Índia    | +2 =4 -2   | 4/8    |

### Campeonatos Argentinos
| N° | Ed. | Ano  | Sede           | Pos. | Pontos |
| -- | --- | ---- | -------------- | ---- | ------ |
| 1  | 84° | 2009 | La Plata       | 11°  | 4.5/11 |
| 2  | 86° | 2011 | La Plata       | 3°   | 8/11   |
| 3  | 87° | 2012 | Villa Martelli | 14°  | 6.5/11 |
| 4  | 88° | 2013 | Chaco          | 4°   | 7.5/13 |
| 5  | 89° | 2014 | Chaco          | 2°   | 9.5/13 |
| 6  | 91° | 2016 | Villa Martelli | 5°   | 8/13   |
| 7  | 92° | 2017 | Ramos Mejía    | 2°   | 8/13   |
| 8  | 93° | 2018 | Villa Martelli | 3°   | 8.5/13 |
| 9  | 95° | 2020 | Villa Martelli | 4°   | 6.5/11 |
| 10 | 96° | 2021 | Buenos Aires   | 1°   | 8.5/11 |
| 11 | 97° | 2022 | Bariloche      | 7°   | 5.5/11 |

## Prêmios
- Premio Revelación Clarín (2009)
- Premio Podio al Mejor Deportista de Zárate (2009 y 2011)
- Premio Olimpia de Plata (2011)
- Premio Jorge Newbery (2015).
- Premio Konex (2020) — Premiação relativa aos 5 melhores enxadristas argentinos da última década.[18]